# Francisco Guerau
Francisco Guerau, parfois nommé Francesc Guerau, né le 25 août 1649 à Palma de Majorque et mort le 25 décembre 1722 à Madrid, est un musicien compositeur espagnol pour la guitare de la période baroque.

## Biographie
Fils de Pedro Luis Garau et de Hierónima Femenia, il est le frère de trois sœurs et d'un frère nommé Gabriel, également musicien, qui a travaillé comme lui à la cour de Madrid.
En 1659, Francisco Guerau entre comme jeune chanteur à la chorale de la Real Colegio de Niños Cantores de la Capilla Real (chorale du Collège Royal des jeunes chanteurs de la Chapelle Royale). Dix ans plus tard, en 1669, il devient alto dans le chœur de la Chapelle royale. En 1693, il obtient un poste de musicien de la chambre du roi Charles II d'Espagne, dit L'Ensorcelé. 
En 1694, il publie à Madrid son célèbre Poema harmónico (Poème harmonique), vaste ouvrage de compositions destinées à la guitare baroque et la même année, il est nommé chef du chœur de la Real Colegio de Niños Cantores. Il occupe cette fonction jusqu'en 1701, alors qu'il est remplacé par Sebastián Durón. 
Le Poema harmónico contient 40 cahiers (folio) de compositions, appartenant au genre de la variation, qui abordent toutes les types de la danse espagnole : jácara (xácara), canario, españoleta, mari-zapalos, folía, mariona, pavana, villano, mariona, passacalle, gallarda. Chaque cahier est précédé d'une introduction qui explique les principes de la notation en tablature et propose une technique de jeu, des précisions sur l'ornementation, le rythme, etc.

## Contenu duPoema harmónico[3]
- Diez y siete diferencias de Passacalles de Compassillo por primer tono (folio 1)
- Otras diez y siete de Proporción por el mismo tono (folio 2)
- Diez y seis diferencias de Passacalles por segundo tono de Compassillo (folio 3)
- Otras diez y seis de Proporción por el mismo tono (folio 5)
- Treze diferencias de Passacalles por segundillo, de Compassillo (folio 6)
- Otras treze de Proporción por el mismo tono (folio 7)
- Diez y nueve diferencias de Passacalles por tercer tono, de Compassillo (folio 8)
- Diez y seis de Proporción por el mismo tono (folio 10)
- Catorze diferencias de Passacalles por quarto tono, de Compassillo (folio 11)
- Diez y seis de Proporción por el mismo tono (folio 12)
- Quinze diferencias de Passacalles por quinto tono, de Compassillo (folio 13)
- Doze de Proporción por el mismo tono (folio 15)
- Catorze diferencias de Passacalles por sexto tono, de Compassillo (folio 15)
- Otros catorze de Proporción por el mismo tono (folio 16)
- Diez y nueve diferencias de Passacalles por séptimo tono, de Compassillo (folio 17)
- Diez y ocho de Proporción por el mismo tono (folio 19)
- Catorze diferencias de Passacalles por octavo tono, de Compassillo (folio 20)
- Quinze de Proporción por el mismo tono (folio 21)
- Catorze diferencias de Passacalles por octavo alto, de Compassillo (folio 22)
- Otras catorze de Proporción por el mismo tono (folio 24)
- Catorze Passacalles por Patilla, de octavo punto alto, de Compassillo (folio 25)
- Otros catorze de Proporción por el mismo tono (folio 26)
- Doze Passacalles por primer tono, punto baxo, de Compassillo (folio 27)
- Treze de Proporción por el mismo tono (folio 28)
- Treze Passacalles por octavo alto, punto alto, de Compassillo (folio 29)
- Otros treze de Proporción por el mismo tono (folio 30)
- Catorze Passacalles por séptimo tono, punto alto, de Compassillo (folio 31)
- Treze de Proporción por el mismo tono (folio 32)
- Doze Passacalles por segundo tono, punto baxo, de Compassillo (folio 33)
- Otros doze de Proporción, por el mismo tono (folio 34)
- Treinta y nueve diferencias de Xacara (folio 35)
- Veinte y nueve diferencias de Xacara de la Costa (folio 37)
- Doze diferencias de Mari-Zápalos (folio 39)
- Ocho diferencias de Españoleta (folio 42)
- Doze diferencias de Pavana (folio 45)
- Treze diferencias de Gallarda (folio 49)
- Doze diferencias de Folias (folio 51)
- Diez y ocho diferencias de Mariona (folio 53)
- Treze diferencias de Canario (folio 54)
- Treze diferencias de Villano (folio 55)

## Enregistrements
- Francisco Guerau, Poema harmónico, Hopkinson Smith, guitare baroque, Astrée-Auvidis, no E 8722 (1990) ; réédition, Naïve Records (2002)
- ...entre el cielo y el infierno..., œuvres de Francisco Guerau et José Marín, Laberontos Ingeniosos, Lambert Climent, Pedro Estevan, Xavier Diaz-Latorre, Zig-Zag Territoires, no ZZT 090301 (2009)
- Francisco Guerau, Poema harmónico (Complete Works), Xavier Diaz-Latorre (en), guitare baroque, Passacaille, coffret de 3 CD, no 998 (2013)

## Source
- Antoni Pizà, Francesc Guerau  i el seu temps (Palma de Mallorca: Govern de les Illes Balears, Conselleria d'Educació i Cultura, Direcció General de Cultura, Institut d'Estudis Baleàrics, 2000)  (ISBN 84-89868-50-6)